# Antennarius dorehensis
Antennarius dorehensis är en fiskart som beskrevs av Bleeker, 1859. Antennarius dorehensis ingår i släktet Antennarius och familjen Antennariidae. Inga underarter finns listade i Catalogue of Life.